# Kutovo, Vidin
Kutovo (în bulgară Кутово, în română Cutova) este un sat în comuna Vidin, regiunea Vidin, Bulgaria. Localitatea a fost locuită compact de românii din Timocul bulgăresc.

## Demografie
Componența etnică a satului Kutovo
     Bulgari (90,34%)
     Nicio identificare (2,58%)
     Altele (7,07%)
La recensământul din 2011, populația satului Kutovo era de 735 locuitori. Din punct de vedere etnic, majoritatea locuitorilor (90,34%) erau bulgari. Pentru 2,58% din locuitori nu este cunoscută apartenența etnică.